# Kantábriai-ház
A Kantábriai-ház a spanyol területeken uralkodott első királyi dinasztiának az elnevezése. A Kantábriai-ház   vizigót  (avagy nyugati gót) eredetű dinasztia volt, amelyet azonban a történetírás már asztúriai – spanyol – dinasztiának tart; ez a dinasztia volt az Asztúriai Királyság első királyi háza, az első spanyol királyi ház. A dinasztia elnevezése onnan ered, hogy a belőle származó első királynak, I. Alfonznak az apja, Péter, Kantábria hercege volt. Egyes feltételezések szerint a dinasztia ősei között voltak Leovigild  (519-586) és  I. Rekkared  (559-601) vizigót királyok.
Az Asztúriai Királyság, amelynek első uralkodója a legendás király,  Pelayo  (?-737) volt, a mai  Spanyolország  északi területén, 718-ban jött létre. A királyság székhelye először Cangas de Onis, aztán Pravia, majd Oviedo lett. I. García király 910-ben a királyság fővárosává León városát tette; ettől kezdődően a királyság neve Leóni Királyság.

## Asztúria királyai a Kantábriai-házból
- I. Katolikus Alfonz (693-757), Péternek (?-?), Kantábria hercegének a fia, feleségül vette Ermesindát (?-?), Pelayo leányát; uralkodott: 739-től 757-ig,[2]
- I. Kegyetlen Fruela (722-768) (meggyilkolták), az előzőnek a fia; uralkodott: 757-től 768-ig,
- Aurelio (740?-774), Péternek, Kantábria hercegének az unokája, Fruelának (?-765), Kantábria hercegének (I. Alfonz király öccsének) a fia (I. Fruela király unokatestvére); uralkodott: 768-tól 774-ig;[3]
- Bitorló Mauregato (?-788), I. Alfonz király házasságon kívül született fia; uralkodott: 783-tól 788-ig,
- I. Diakónus Bermudo (750?-797), Aurelio király öccse; uralkodott: 788-tól 791-ig (lemondott),
- II. Szűz Alfonz (759-842), I. Fruela király fia; uralkodott: 791-től 842-ig,
- I. Ramiro (791-850), I. Bermudo király fia; uralkodott: 842-től 850-ig,
- I. Ordoño (831?-866), az előzőnek a fia; uralkodott: 850-től 866-ig,
- III. (Nagy) Alfonz (838?, 848?-910), az előzőnek a fia; uralkodott: 866-tól 910-ig (lemondott).

## León királyai a Kantábriai-házból
- I. García (871?-914), III. Alfonz asztúriai király fia; uralkodott: 910-től 914-ig,
- II. Ordoño (873-924), az előzőnek az öccse; uralkodott: 910-től 924-ig (Galícia királya: 910-től 924-ig),
- II. Fruela (875?-925), az előzőnek az öccse; uralkodott: 924-től 925-ig,[4]
- IV. Szerzetes Alfonz (897?-933), II. Ordoño fia; uralkodott: 925-től 931-ig (lemondott),[5]
- II. Nagy Ramiro (898?-951), az előzőnek az öccse; uralkodott: 931-től 951-ig (Galícia királya: 929-től 951-ig),
- III. Ordoño (926?-956), az előzőnek a fia; uralkodott: 951-től 956-ig,
- I. Kövér Sancho (932?-966) (meggyilkolták), az előzőnek az öccse; uralkodott: 956-tól 958-ig, és 959-től 966-ig,
- IV. Rossz Ordoño (924?, 926?-962), IV. Alfonz király fia; uralkodott: 958-tól 959-ig (elűzték),[6]
- III. Gyermek Ramiro (961-985), I. Sancho király fia; uralkodott: 966-tól 984-ig (elűzték),[7]
- II. Köszvényes Bermudo (953?-999), III. Ordoño király házasságon kívül született fia; uralkodott: 984-től 999-ig,[8]
- V. Nemeslelkű Alfonz (994-1028) (ostrom közben elesett), az előzőnek a fia; uralkodott: 999-től 1028-ig,
- III. Bermudo (1010?, 1017?-1037) (csatában elesett), az előzőnek a fia; uralkodott: 1028-tól 1037-ig (vele a Kantábriai-ház férfiágon kihalt.)